# 単音
単音（たんおん、英: phone）は音としての音声を構成する最小単位である。音価（おんか）とも呼ばれる。

## 概要
音声は声道を特定の形状に構えること（調音）で生成され、これを数ミリ～数十ミリ秒ごとに切り替えてヒトは言語としての音声を生成する。それぞれの調音方式は固有の音響的特徴を有しており弁別可能である。この観点に基づき、音声を構成する最小の音単位が単音と呼ばれる。すなわち音声学における最小単位が単音である。
単音は国際音声記号を [ ] で囲んで表すことが多い。たとえば「室町時代の「え」の音価は [je] であった」のように言う。

## 音素との関係
単音は音韻論上の最小単位である音素としばしば対比される。音素が他の音素との対照によって定義される抽象的な概念であるのに対して、単音は実際の発音に対応することを目的とする（例：がっこう /gaQkoo/ [gak̚koː]、かがみ /kagami/ [kaŋami]）。ただし、実際にどの程度まで細かく分類し、異なる記号を割り当てるかは、個々の分析の目的による。
ある音素に複数の単音が対応するとき、互いの単音を異音 (英: allophone) という。